# قاعدة الوردة
قاعدة الوردة (بالإنجليزية:Rule of Rose) (باليابانية:ルールオブローズ) وتنطق باللغة الإنجليزية: رول أوف روز، هي لعبة إلكترونية من نوع المغامرة والرعب، أنتجت شركة أتلس سنة 2006 ، وتلعب للفرد الواحد وتعمل لنظام بلاي ستيشن 2 ، وهي جزء من الاقتباس للكتاب الفرنسي الشهير ذات الرداء الأحمر.

## قصة اللعبة
في إنجلترا سنة 1930 ، تدور القصة حول فتاة مراهقة ذات الستة عشر ربيعاً تدعى جينيفر، دخلت جينيفر إلى حديقة الورد الغامضة، وحديقة اورد الغامضة وهي مكان مهجور وغامض، وتقابل جينيفر مجموعة من الفتيات اليتيمات المريضات نفسياً، ويعرفن بـ«عائلة الطباشر حمراء اللون» ، وكانت جينيفر تبحث عن الكلب ليساعدها على الخروج من المكان المجهول.

## طريقة اللعبة
طريقة اللعبة معقدة برغم أن جرافيكس اللعبة ممتازة جدا، وأجوائها غامضة ومظلمة، كما أن هذه اللعبة تتوفر عدداً من الألغاز لتحرير بطلة اللعبة جينيفر من الزنزانات، ومواجهة أحد الوحوش الافتراضيين، ويقوم الكلب بإسعاف بطلة اللعبة لتكمل اللعبة، وأن الأجواء الغامضة من الوحوش والأماكن مجبرون لطاعة عائلة الطباشر حمراء اللون.

## شخصيات اللعبة
- جينيفر (Jennifer) : هي بطلة اللعبة، وتريد أن تحرر نفسها من المكان المظلم.
- ديانا (Diana) : زعيمة عائلة الطباشير حمراء اللون، وهي الخصم اللدود لبطلة اللعبة جينيفر، فهي فتاة أنانية وفخورة بقوتها وقسوتها، وقوية الإرادة.
- ميج (Meg) : وهي الفتاة التي تحتل الترتيب الثاني في نظام التسلسل الاجتماعي، وهي تعشق ديانا وتتبعها كالطفلة، وهي تحمل كتاب القواعد الخاص لعائلة الطباشير.
- أماندا (Amanda) : هي فتاة سمينة وهي تنتمي لمستوى الأرستوقراطية وتعمل خياطة خرق على الماكينة الخياطة من دون خيط.
- براون (Brown) : هو الكلب الذي يساعد جينيفر على الحل، وعنده إحساس حاد لشم الروائح .
- إلينور (Elenor) : هي فتاة لا يعلم أحدا ماذا تفكر، وهي فتاة باردة وتحمل معها القفص المخصص للطيور، وهي فتاة فارغة.
- ويندي (Wendy) : هي فتاة لطيفة ومعجبة، وتهتم بـأرانب الأطفال ، وهي تلتقي بجينفر وتتودد إليها ولكنها ليست مسالمة.

## الأسلحة
تقوم بطلة اللعبة بحمل أسلحتها للدفاع عن نفسها ضد هجمات الوحوش، وهي :
- الشوكة.
- الأنبوب الفولاذي.
- معول الثلج.
- المسدس.